# Едуардо Бауса
Едуардо Бауса (ісп. Eduardo Bauzá; 16 листопада 1939 — 17 лютого 2019) — аргентинський політик, голова уряду за часів президентства Карлоса Менема.